# Liste der Stolpersteine in Feuchtwangen
Die Liste der Stolpersteine in Feuchtwangen enthält die Stolpersteine, die vom Kölner Künstler Gunter Demnig im bayerischen Feuchtwangen verlegt wurden. Stolpersteine erinnern an das Schicksal der Menschen, die von den Nationalsozialisten ermordet, deportiert, vertrieben oder in den Suizid getrieben wurden. Sie liegen im Regelfall vor dem letzten selbstgewählten Wohnsitz des Opfers.

## Verlegte Stolpersteine
In Feuchtwangen wurden dreizehn Stolpersteine an zwei Adressen verlegt.
Die Tabelle ist teilweise sortierbar; die Grundsortierung erfolgt alphabetisch nach dem Familiennamen des Opfers.
| Stolperstein | Inschrift | Verlegeort         | Name, Leben                                    |
| ------------ | --- | ------------------ | ---------------------------------------------- |
|              | HIER WOHNTE / ARBEITETE ABRAHAM GUTMANN JG. 1870 'SCHUTZHAFT' 1937 FEUCHTWANGEN UNFREIWLLIG VERZOGEN FLUCHT 1939 INDIEN TOT 28. MÄRZ 1945 BOMBAY                                      | Hindenburgstraße 6 | Abraham Gutmann (1870–1945)                    |
|              | HIER WOHNTE AMALIE GUTMANN GEB. FEDERLEIN JG. 1872 UNFREIWLLIG VERZOGEN FLUCHT 1939 INDIEN TOT 24. MÄRZ 1945 BOMBAY                                                                   | Hindenburgstraße 6 | Amalie Gutmann, geborene Federlein (1872–1945) |
|              | HIER WOHNTE ERNST GUTMANN JG. 1902 UMZUG 1927 MANNHEIM FLUCHT 1936 SCHWEIZ 1937 INDIEN                                                                                                | Hindenburgstraße 6 | Ernst Gutmann (1902–)                          |
|              | HIER WOHNTE KURT GUTMANN JG. 1910 FLUCHT 1934 INDIEN | Hindenburgstraße 6 | Kurt Gutmann (1910–)                           |
|              | HIER WOHNTE / ARBEITETE MANFRED GUTMANN JG. 1908 IM WIDERSTAND 'SCHUTZHAFT' 1933, 1937 FEUCHTWANGEN UNFREIWLLIG VERZOGEN FLUCHT 1938 INDIEN                                           | Hindenburgstraße 6 | Manfred Gutmann (1908–)                        |
|              | HIER WOHNTE MAX GUTMANN JG. 1899 UMZUG 1920 FRANKFURT/MAIN FLUCHT 1938 INDIEN | Hindenburgstraße 6 | Max Gutmann (1899–)                            |
|              | HIER WOHNTE CHARLOTTE 'LOTTE' LAPIAN GEB. NEUMANN JG. 1920 UMZUG 1934 WÜRZBURG UNFREIWLLIG VERZOGEN 1938 MÜNCHEN FLUCHT 1939 ENGLAND                                                  | Museumstraße 19    | Charlotte Lapian, geborene Neumann (1920–)     |
|              | HIER WOHNTE ADELE LÖWENSTEIN GEB. GUTMANN JG. 1898 FLUCHT 1939 INDIEN | Hindenburgstraße 6 | Adele Löwenstein, geborene Gutmann (1898–)     |
|              | HIER WOHNTE JULIUS LÖWENSTEIN JG. 1887 FLUCHT 1939 INDIEN | Hindenburgstraße 6 | Julius Löwenstein (1887–)                      |
|              | HIER WOHNTE BERTA NEUMANN GEB. LEPPEK JG. 1895 UNFREIWLLIG VERZOGEN 1937 MÜNCHEN DEPORTIERT 13.3.1943 AUSCHWITZ ERMORDET                                                              | Museumstraße 19    | Berta Neumann, geborene Leppek (1895–1943/45)  |
|              | HIER WOHNTE HERTA 'HANNI' NEUMANN JG. 1922 FLUCHT 1938 USA | Museumstraße 19    | Herta Neumann (1922–)                          |
|              | HIER WOHNTE JOST JOACHIM NEUMANN JG. 1925 UMZUG 1935 BURGPREPPACH UNFREIWLLIG VERZOGEN 1938 MÜNCHEN DEPORTIERT 1942 PIASKI MAJDANEK ERMORDET 27.7.1942                                | Museumstraße 19    | Jost Joachim Neumann (1925–1942)               |
|              | HIER WOHNTE / ARBEITETE LEO NEUMANN JG. 1895 'SCHUTZHAFT' 1933, 1937 FEUCHTWANGEN UNFREIWLLIG VERZOGEN 1937 MÜNCHEN 'SCHUTZHAFT' 1938 DACHAU DEPORTIERT 13.3.1943 AUSCHWITZ, ERMORDET | Museumstraße 19    | Leo Neumann (1895–1943/45)                     |

## Verlegedatum
- 30. Mai 2023[2]